# UEFA 챔피언스리그 우승 감독 목록
다음은 UEFA 챔피언스리그 우승 감독 목록이다.
- 2012-13 UEFA 챔피언스 리그 우승: 유프 하인케스(FC 바이에른 뮌헨)
- 2013-14 UEFA 챔피언스 리그 우승: 카를로 안첼로티(레알 마드리드)
- 2014-15 UEFA 챔피언스 리그 우승: 루이스 엔리케(바르셀로나)
- 2015-16 UEFA 챔피언스 리그 우승: 지네딘 지단(레알 마드리드)
- 2016-17 UEFA 챔피언스 리그 우승: 지네딘 지단(레알 마드리드)
- 2017-18 UEFA 챔피언스 리그 우승: 지네딘 지단(레알 마드리드)
- 2018-19 UEFA 챔피언스 리그 우승: 위르겐 클롭(리버풀)